# Qaşim Maqomedov
Qaşim Maqomedov, även känd som Gashim Magomedov, född 22 september 1999, är en azerisk taekwondoutövare. 

## Karriär
I november 2016 vid junior-VM i Burnaby tog Maqomedov silver i 55 kg-klassen. I maj 2017 vid Islamic Solidarity Games i Baku tog han silver i 54 kg-klassen.
I augusti 2022 vid Islamic Solidarity Games i Konya tog Maqomedov brons i 58 kg-klassen. I juni 2023 vid europeiska spelen i Kraków-Małopolska tog han brons i 58 kg-klassen. I maj 2024 vid EM i Belgrad tog Maqomedov ännu ett brons i 58 kg-klassen. Vid OS 2024 i Paris tog han silver i 58 kg-klassen efter en finalförlust mot sydkoreanske Park Tae-joon.